# 花と一緒
『花と一緒』（はなといっしょ）は、ねじめ正一作詞、横山潤子作曲の合唱曲。

## 概説
第72回（2005年）NHK全国学校音楽コンクール中学校の部課題曲として、混声三部版、女声三部版が同時に発表された。同年度のコンクールのテーマは「はたらく」であり、課題曲全三曲の中では最もストレートな「労働をする」という意味での「はたらく」が書かれている。
ニ長調。テンポは四分音符=60で始まるが中間部では最高で四分音符=176まで速くなり、最後は四分音符=44~50となり、緩急の差が激しい曲である。
ねじめは「依頼されて唄の詩を書くのははじめて」「中学生諸君に合わせて書こうと思ったのですが、好きなように書かせてもらいました」とし、意欲的に取り組んだ詩であることを匂わせる。詩に登場する景色は「実話です。それも私が育った昭和30年代のことではなく、今の話です。今も私は商店街の中で生きています」「商店街で生まれ育った私には、働くということは他の子どもよりも切実でした」として、現実の世界であることをねじめは強調する。
一方、「蒼く透き通って仄暗く、水気を帯びた不思議系」と自称する横山にとって、擬音・擬態語を多く用いながらもリアリティあふれるねじめの詩は「側頭部から後頭部にかけて、かすかな悲鳴が駆け抜けて行ったような気がしました」として、自身の作風とのギャップにかなり戸惑ったようである。第三節の「今日も花屋のおばさんに~先に挨拶されちゃった」という一節は特に苦労したようで、「情景としては自然なんだけど、そこにそれの置かれている理由とか繋がりが、言葉で脳ミソに貼り付けられなかった」。「すると何日目か、私の肩越しにちっちゃなおじさんが♪ふんふんふん～って鼻歌を歌いだすんです。こここんな感じじゃないの？って。（中略）そうこうするうち、その部分が何となくできちゃった。締切は来るし、しょうがないこんなこともある、って出したんです。」として、この部分は直感的なひらめきであることを匂わせる。その後NHKの番組で横山と会ったねじめは、「俺さ、あの"花屋のおばさんに挨拶~"のところ、なんで書いたのかわかんないんだよね。でも書いたらなんかすっとしたんだよ」と言ったとされ、正反対な作風の二人もこの部分だけは相通ずるものがあったようである。
コンクールの課題曲としては、横山は「「lululu...」や「lalala...」が何度も出てきます。この響きの快・不快は、全体の印象に大きく影響するでしょう」とし、初演の指揮を担当した清水敬一は「「花屋のおばさん」から始まる三つの部分に、いかに演奏者が気持ちを込めるかが、演奏の深みの差を作ると思います」として、このあたりが審査の要になると見込んでいた。

## 楽譜
課題曲単曲の楽譜はNHKからコンクールの年度にピース譜が出版された。